# Franz Kafka
« Kafka » redirige ici. Pour les autres significations, voir Kafka (homonymie).
Œuvres principales
- La Métamorphose (1915)
- La Colonie pénitentiaire (1919)
- Le Procès (1925)
- Le Château (1926)
- L'Amérique (1927)

Franz Kafka (en allemand : /ˌfʁant͡s ˈkafka/, ? Écouter [Fiche]), né le 3 juillet 1883 à Prague et mort le 3 juin 1924 à Kierling, est un écrivain austro-hongrois de langue allemande,. Il est considéré comme l'un des écrivains majeurs du XXe siècle.
Surtout connu pour ses romans Le Procès (Der Prozeß), L'Amérique (Amerika) et Le Château (Das Schloß), ainsi que pour les nouvelles La Métamorphose (Die Verwandlung) et La Colonie pénitentiaire (In der Strafkolonie), Franz Kafka laisse cependant une œuvre plus vaste, caractérisée par une atmosphère cauchemardesque, sinistre, où la bureaucratie et la société impersonnelle ont de plus en plus de prise sur l'individu. Hendrik Marsman décrit cette atmosphère comme une « objectivité extrêmement étrange ».
L'œuvre de Kafka, dans laquelle est mis en relief le problème du langage à nommer justement les choses, est parfois vue comme symbole de l'homme déraciné des temps modernes. D'aucuns pensent cependant qu'elle est uniquement une tentative, dans un combat apparent avec les « forces supérieures », de rendre l'initiative à l'individu, qui fait ses choix lui-même et en est responsable.

## Biographie

### Famille et jeunesse

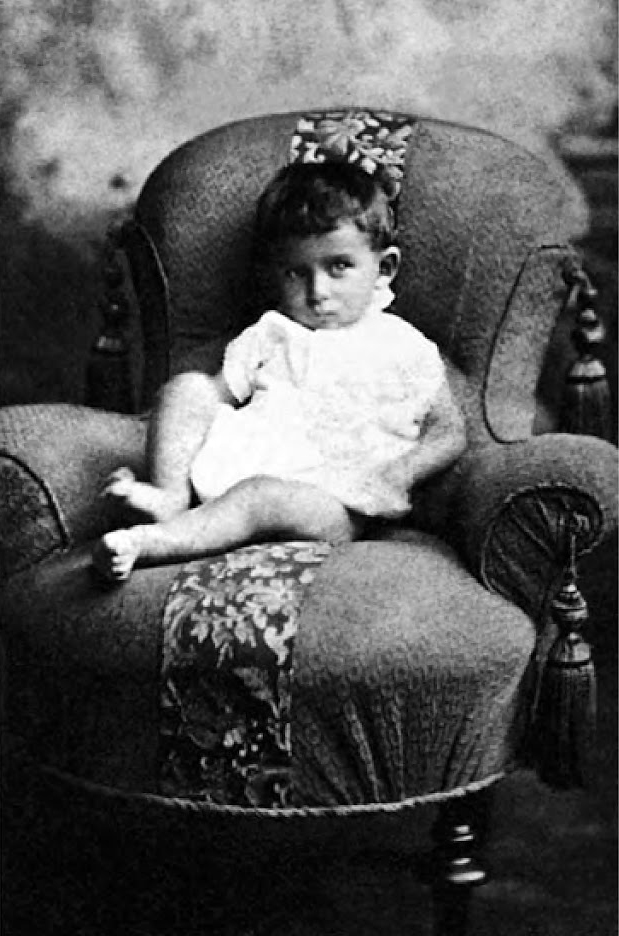
Franz Kafka bébé, vers 1884.

Franz Kafka naît en 1883 à Josefov dans le quartier juif de la ville de Prague, alors capitale de la province de Bohême, qui fait partie de l'Empire austro-hongrois. Son nom de famille Kafka veut dire choucas en tchèque (kavka). Il est le fils de Hermann Kafka (de) (1852-1931) et de Julie Kafka, née Löwy (1856-1934), issue d'une riche famille de Poděbrady. Son grand-père paternel, Jacob Kafka, est venu d'Osek, une ville de province tchèque, pour installer à Prague un petit commerce.

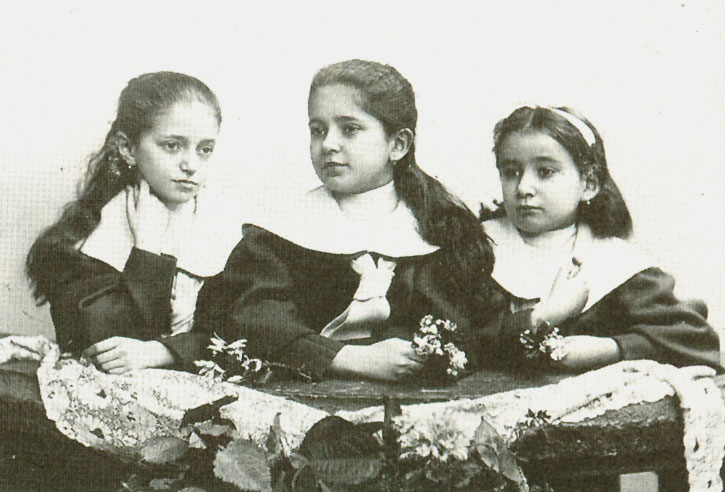
Les sœurs Gabriele (Elli), Valerie (Valli) et Ottilie (Ottla) Kafka, 1898.

Franz Kafka a deux frères, Georg et Heinrich, morts en bas âge, et trois sœurs plus jeunes, Gabriele (Elli) (de) (1889-1942), Valerie (Valli) (de) (1890-1942) et Ottilie (Ottla) (1892-1943), qui, lors de la Seconde Guerre mondiale, sont déportées au ghetto de Łódź. Elli et Valli sont probablement assassinées à Chełmno au cours de l'automne 1942. Ottla meurt à Auschwitz en septembre 1943.

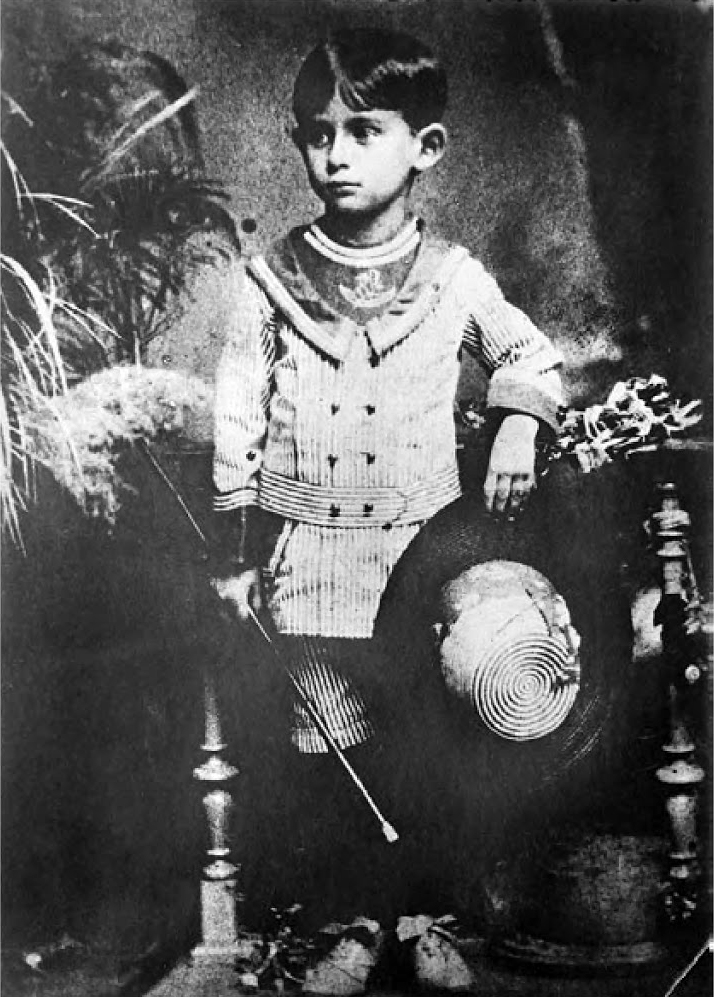
Photo de studio. Kafka, âgé de quatre à six ans, affublé d'un habit d'enfant étriqué, presque humiliant, chargé de passementeries, s'y tient dans une sorte de décor figurant un jardin d'hiver [...] Sûrement disparaîtrait-il dans cette mise en scène, si ses yeux, d'une incommensurable tristesse, ne dominaient ce paysage composé pour eux.

Kafka a une enfance solitaire. Sa langue maternelle est l'allemand, comme pour près de 10 % de la population de Prague à l'époque.
Les Kafka sont juifs. Kafka lui-même et ses biographes décrivent son père, qui a des relations difficiles avec son fils, comme dominant et prétentieux. Kafka l'évoquera plus tard dans Der Geier (Le Vautour) sous la figure d'un vautour. Bien qu'il n'ait pas un rapport intense avec sa mère, laquelle porte le deuil de deux de ses frères plutôt que s'intéresser à lui, il s'identifie fortement avec la famille de celle-ci, réputée intellectuelle et spirituelle, contrairement à celle de son père, commerçante.

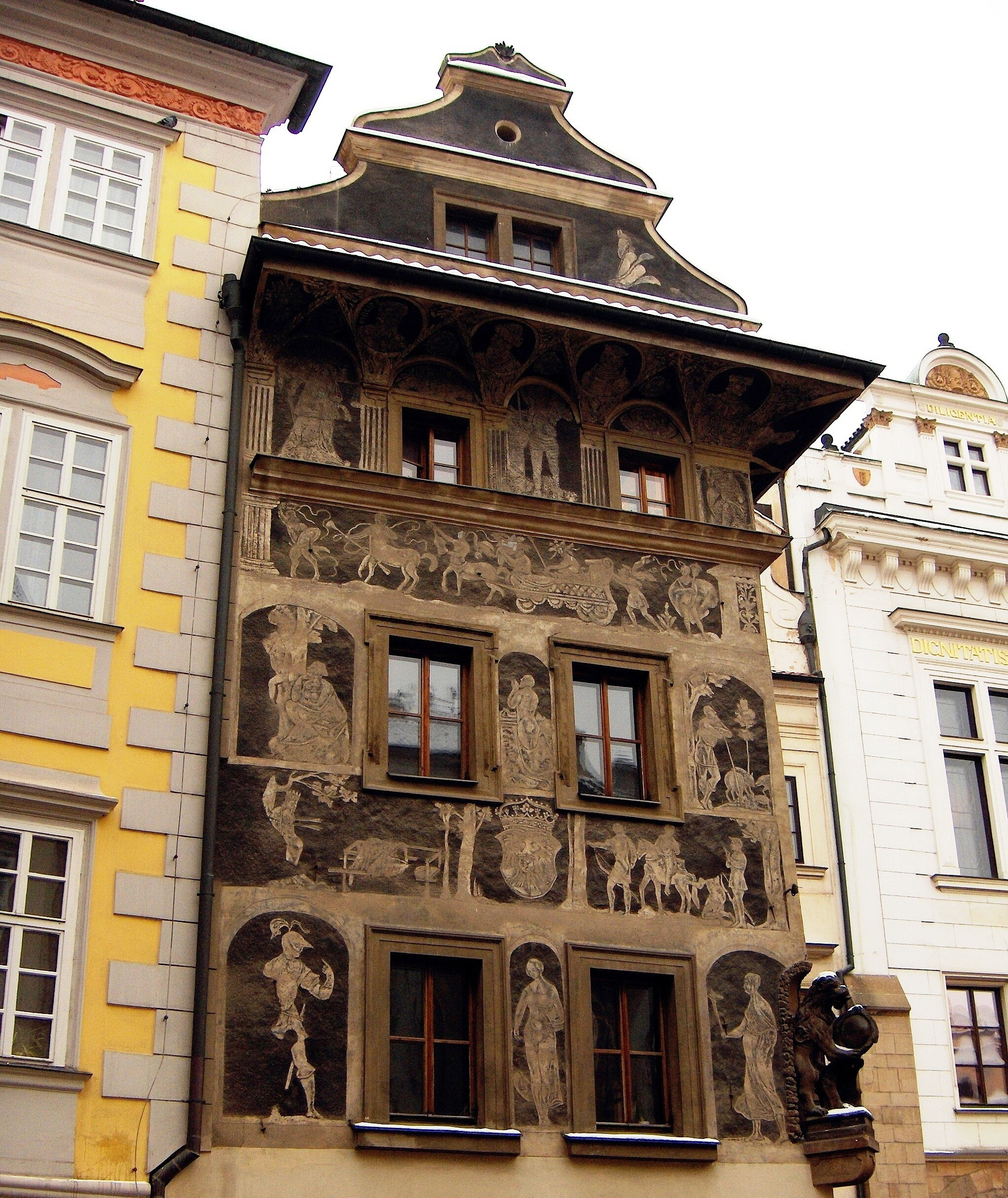
La maison "à la Minute", la résidence de Kafka à Prague sur la place de la Vieille-Ville, de 1889 à 1896.

Entre 1889 et 1893, il suit l'école primaire au Fleischmarkt (aujourd'hui sur la rue Masná) à Prague, où il se montre bon élève. Son éducation juive se limite à la célébration de sa Bar Mitsva à l'âge de treize ans et à sa participation quatre fois par an aux services de la synagogue.

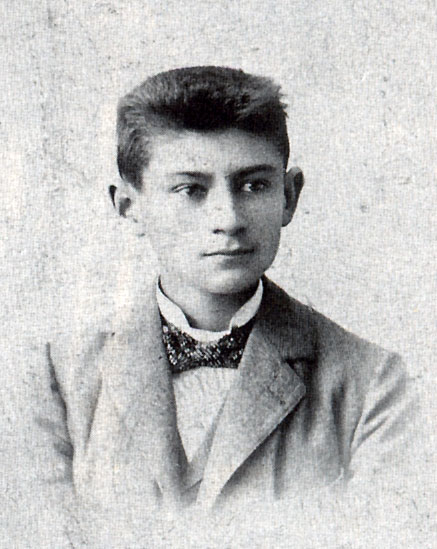
Franz Kafka élève, avant 1900.

Après l'enseignement primaire, il est admis au collège d'État à Prague, le Altstädter deutsches Gymnasium germanophone. Il finit son éducation en 1901. Très tôt, il s'intéresse à la littérature (ses premiers écrits ont disparu, probablement détruits par Kafka lui-même) et aux idées socialistes. Ses amis sont alors Rudolf Illowy, Hugo Bergmann, Ewald Felix Pribram, ou encore Oskar Pollak (en). Il passe ses vacances à la campagne, chez son oncle Siegfried, un médecin de Triesch.

### Carrière
Après son baccalauréat (1901), Kafka voyage à Norderney et Heligoland. En automne, il commence ses études à l'université Charles de Prague. Après deux semaines de cours en chimie, Kafka décide d'étudier le droit. Il suit cependant aussi des cours de germanistique et d'histoire de l'art. Il voyage un peu. Il se joint au Lese- und Redehalle der deutschen Studenten, une association étudiante qui, parmi d'autres choses, organise des événements et des présentations littéraires.
En 1901, il fait la connaissance du poète Max Brod, qui sera son ami le plus influent et publiera la plus grande partie de son œuvre après sa mort. En 1906, il est reçu docteur en droit chez le professeur Alfred Weber et fait un stage d'un an, en service civil, au tribunal de Prague. En 1909, il publie ses premiers essais de prose dans le magazine munichois Hyperion.
Le 1er novembre 1907, il entre au service de Assicurazioni Generali une compagnie d'assurances commerciale autrichienne avant 1919. Après n'y avoir travaillé que neuf mois, il en démissionne le 15 juillet 1908 parce que, d'après ses dires, les longues heures de travail l'empêchent d'exercer sa grande passion, l'écriture. Deux semaines plus tard, il entre au service de l’Arbeiter-Unfall-Versicherungs-Anstalt für das Königreich Böhmen (Institution d'assurance pour les accidents des travailleurs du royaume de Bohême), où il travaille jusqu'à sa retraite prématurée en 1922. Bien qu'il qualifie péjorativement son travail de « gagne-pain », ses prestations sont évaluées très positivement par son employeur, ainsi qu'en témoignent ses promotions dans sa carrière. Il a pour tâche la limitation des risques de sécurité encourus par les ouvriers qui doivent travailler sur des machines souvent dangereuses à l'époque ; c'est dans ce but qu'il se rend dans des usines et qu'il écrit des manuels d'information. Il est, de plus, responsable de la classification des usines dans des groupes de risques. Le fait qu'il ait à contester des demandes d'indemnisation lui donne parfois mauvaise conscience, mais l'entreprise lui laisse souvent la possibilité d'être conciliant avec les victimes, parfois blessées et handicapées à vie.
En septembre 1909, alors en vacances à Riva del Garda avec Otto et Max Brod, il apprend par la Bohemia que le premier meeting aérien international en Italie va avoir lieu à Montichiari, et décide de s'y rendre avec les Brod, car aucun d'eux n'avait encore jamais vu d’aéroplane. Franz Kafka y consacre un reportage, et, dans une version abrégée, son texte intitulé Aéroplanes à Brescia a été publié dans le no 269 de Bohemia.
Entre 1909 et 1912, il fréquente les cercles anarchistes de Prague. On peut voir une influence de la pensée anarchiste de Kafka dans plusieurs de ses écrits, La Colonie Pénitentiaire ou Le Procès.
À côté de son travail pour la société d'assurance, Kafka continue d'écrire, et il suit pour ce faire un programme journalier particulier ; le matin, il travaille au bureau, à midi, il va dormir quelques heures, ensuite il va se promener, manger avec des amis ou sa famille, pour se mettre à écrire le soir, une activité qu'il continue jusque tard dans la nuit. C'est pendant l'une de ces nuits que, « comme ivre », il rédige le récit Das Urteil (Le Verdict).

### Relations

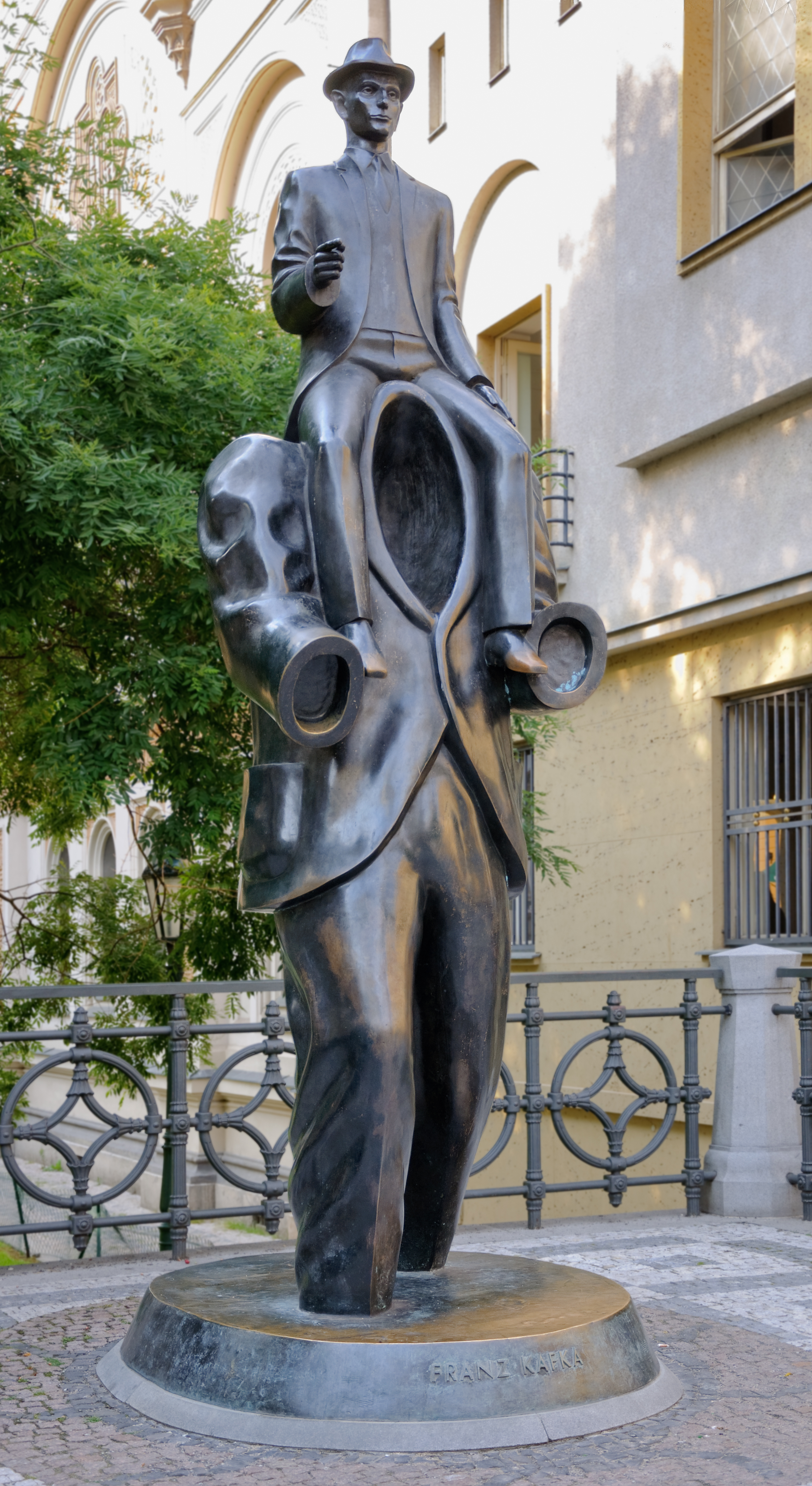
Statue en bronze à l'effigie de Kafka, du sculpteur Jaroslav Róna en 2003, inspirée par sa nouvelle Description d'un combat (Beschreibung eines Kampfes), et située rue Dušní, devant la synagogue espagnole (Prague).

Ses amis proches sont Max Brod, le philosophe Felix Weltsch, le sioniste Hugo Bergmann et le pianiste Oskar Baum.

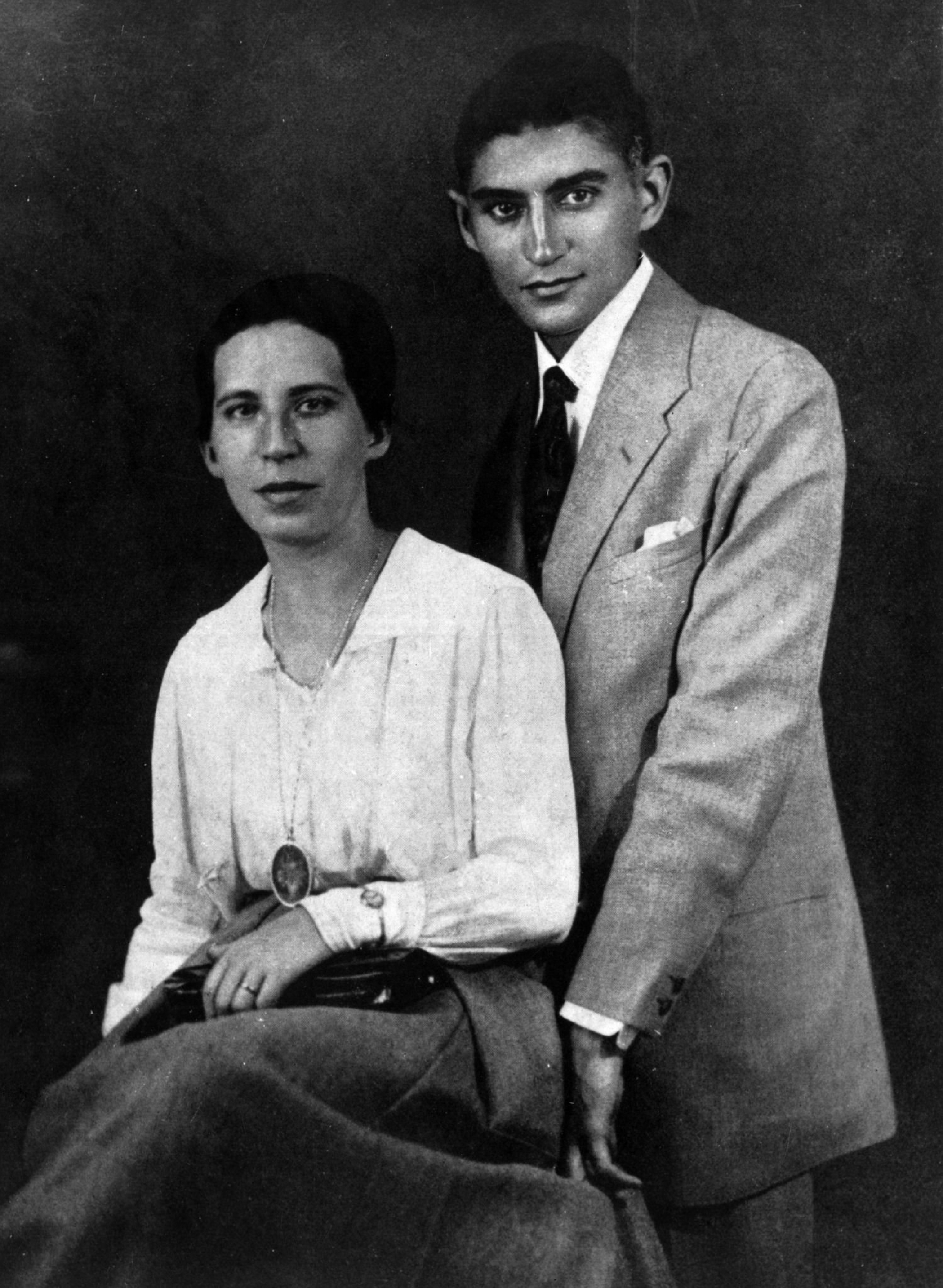
Felice Bauer et Franz Kafka.

Kafka entretient des relations compliquées avec les femmes. En 1912, dans la maison de Max Brod, il rencontre la Berlinoise Felice Bauer (1887-1960), représentante d'une firme de dictaphones. Durant les cinq années qui suivent, une correspondance intense se développe entre Kafka et Felice. Ils se rencontrent de temps à autre, ce qui aboutit deux fois à des fiançailles. Du côté de Kafka, il s'agit surtout d'un amour platonique, qu'il entretient principalement par ses lettres. Petit à petit, il se rend compte à quel point une vie maritale traditionnelle est impossible avec Felice, beaucoup plus terre à terre, surtout avec sa tendance à s'enfermer dans son bureau ; cela conduit à la fin de leur relation en 1917.
En 1919, Kafka se fiance avec Julie Wohryzek (de) (1891-1944), une secrétaire de Prague, mais le père de Franz s'oppose fortement à cette relation. Elle se termine la même année — d'après ce que l'on sait, à l'initiative de Julie —, mais le conflit fait que Kafka adopte une position encore plus antagonique à l'égard de son père, qui aurait bien vu son fils lui succéder dans son entreprise commerciale, et écrit la Lettre au père, sans la lui transmettre.
Au début des années 1920, une relation de courte durée, mais très intense, se développe entre Kafka et la journaliste et écrivaine anarchiste tchèque Milena Jesenská (1896-1944). De toutes les femmes de sa vie — il eut encore diverses liaisons —, Milena a peut-être le mieux compris cet écrivain hypersensible et, au moins lors de leurs rares rencontres, elle l'aide à surmonter ses craintes. Mais finalement, il se sent mal à l'aise avec cette artiste flamboyante.
En 1923, il part pour quelque temps à Berlin, espérant pouvoir mieux se concentrer sur l'écriture, loin de l'ingérence de sa famille. C'est à cette époque qu'il rencontre Dora Diamant (1898-1952), une institutrice de maternelle âgée de vingt-cinq ans, originaire d'une famille orthodoxe juive polonaise. Dora devient la compagne de Kafka à Berlin et exerce une influence sur son intérêt croissant pour le Talmud. C'est auprès d'elle qu'il goûte finalement un peu de bonheur conjugal, alors qu'il ne le croyait plus possible. Ensemble, ils envisagent d'émigrer en Palestine. Sioniste convaincu — il apprend alors l'hébreu — il avait vu la haine grandir contre les Allemands et les Juifs (« Juifs et Allemands sont des exclus[réf. nécessaire] »). C'est à cette époque que Kafka « se fait le défenseur d'un humanisme libéral »,.
L'hypothèse de son homosexualité a été avancée mais il est plutôt considéré aujourd'hui comme ayant essentiellement une relation compliquée avec les femmes et la sexualité en général. La nature amoureuse ou exclusivement amicale de ses relations avec Oskar Pollak (en) reste un sujet de débat.

### Santé
En 1917, il commence à cracher régulièrement du sang et on pose le diagnostic de tuberculose. Cela conduit à une plainte de nature presque obsessionnelle dans ses lettres à Felice, et l'utilisation de sa maladie comme raison pour rompre ses fiançailles. Mais il voit aussi son statut d'écrivain comme un handicap pour une vie de famille « normale », ce qui serait devenu un énorme problème avec une Felice moins intellectuelle et plus débordante de vie.

Kafka, qui montre des signes d'hypocondrie, souffre, ainsi qu'on le pense maintenant, de dépression clinique et de phobie sociale, mais présente aussi des phénomènes vraisemblablement liés au stress, tels que des migraines, insomnies, constipations et furoncles, et manifeste des tics physiques parfois considérés comme caractéristiques du syndrome de Gilles de La Tourette. Il se méfie de la médecine usuelle et essaye de combattre ses maux avec des cures naturopathes, un régime végétarien et en buvant du lait non pasteurisé. Il profite de ses vacances pour suivre des cures de repos dans des sanatoriums, pour lesquelles son employeur lui octroie souvent des congés exceptionnels. En 1922, l'écrivain part en préretraite, à cause de son état général de santé déficient.

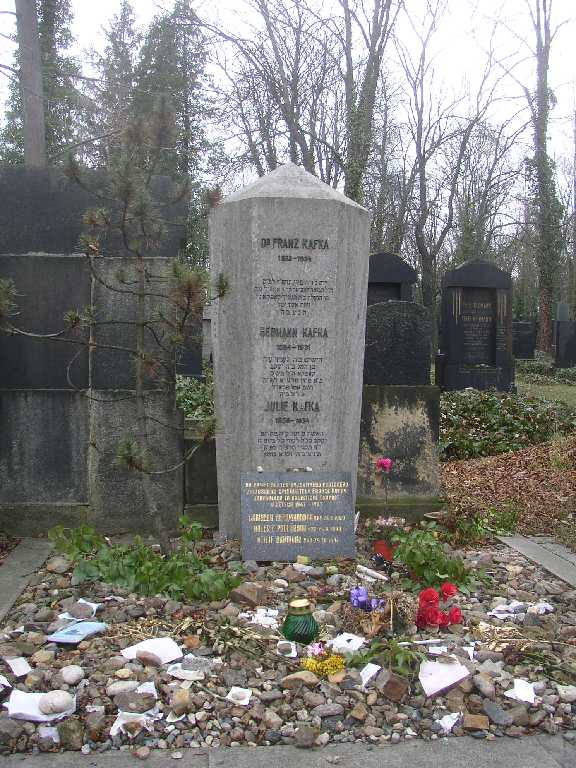
La tombe de Franz Kafka, à Prague, au nouveau cimetière juif (Nový židovský hřbitov).

Bien que la situation personnelle de Kafka se soit fortement améliorée après son déménagement à Berlin, et qu'il écrive à nouveau beaucoup, l'hiver marqué par l'inflation de 1923-1924 à Berlin se révèle à nouveau funeste pour sa santé déjà chancelante. Les biens de consommation essentiels se font rares et il doit en faire venir de Prague ; de plus, le froid dans le logement mal chauffé n'est pas favorable à sa guérison. Lorsqu'en mars 1924, Brod vient lui rendre visite, l'état de Kafka s'est à ce point aggravé que son ami l’emmène avec lui à Prague ; en avril, on lui diagnostique une tuberculose du larynx.
Il est alors clair que Kafka n'en a plus pour longtemps car on ne dispose pas à cette époque de médicaments efficaces contre la tuberculose, si bien que l'écrivain s'alimente de plus en plus difficilement. Cet état présente des traits communs avec le personnage de Gregor Samsa dans La Métamorphose, et le personnage principal de sa nouvelle Un artiste de la faim (Hungerkünstler). Dans les derniers mois, il est soutenu par son médecin et ami, le jeune Robert Klopstock (d) , qui dirige les soins médicaux de Kafka au sanatorium de Matliary, mais la seule aide qui peut encore être apportée au patient consiste en des analgésiques.
Kafka est admis au sanatorium de Kierling, près de Vienne, où il meurt à l'âge de 40 ans le 3 juin 1924, vraisemblablement de malnutrition ainsi que de tuberculose, Dora Diamant à ses côtés. Son corps est ramené à Prague, où il est enterré le 11 juin 1924 dans le nouveau cimetière juif du quartier de Žižkov (Prague-Strachnitz).

### Le métier d’écrivain
Kafka considère l'écriture comme une nécessité profondément intime, il s'agit pour lui d'« une activité atroce », qui implique « une ouverture totale du corps et de l'âme ». Dans une lettre à son ami Oskar Pollak (en), en janvier 1904, selon lui :  

« Un livre doit être la hache qui fend la mer gelée en nous ; voilà ce que je crois. »

Il dit également, quelques lignes plus loin, que : 

« Si le livre que nous lisons ne nous réveille pas d'un coup de poing sur le crâne, à quoi bon le lire ? »

Pour Kafka, on doit écrire comme si l'on se trouvait dans un tunnel sombre, sans savoir encore comment les personnages vont se développer ultérieurement.

## À propos de l'œuvre

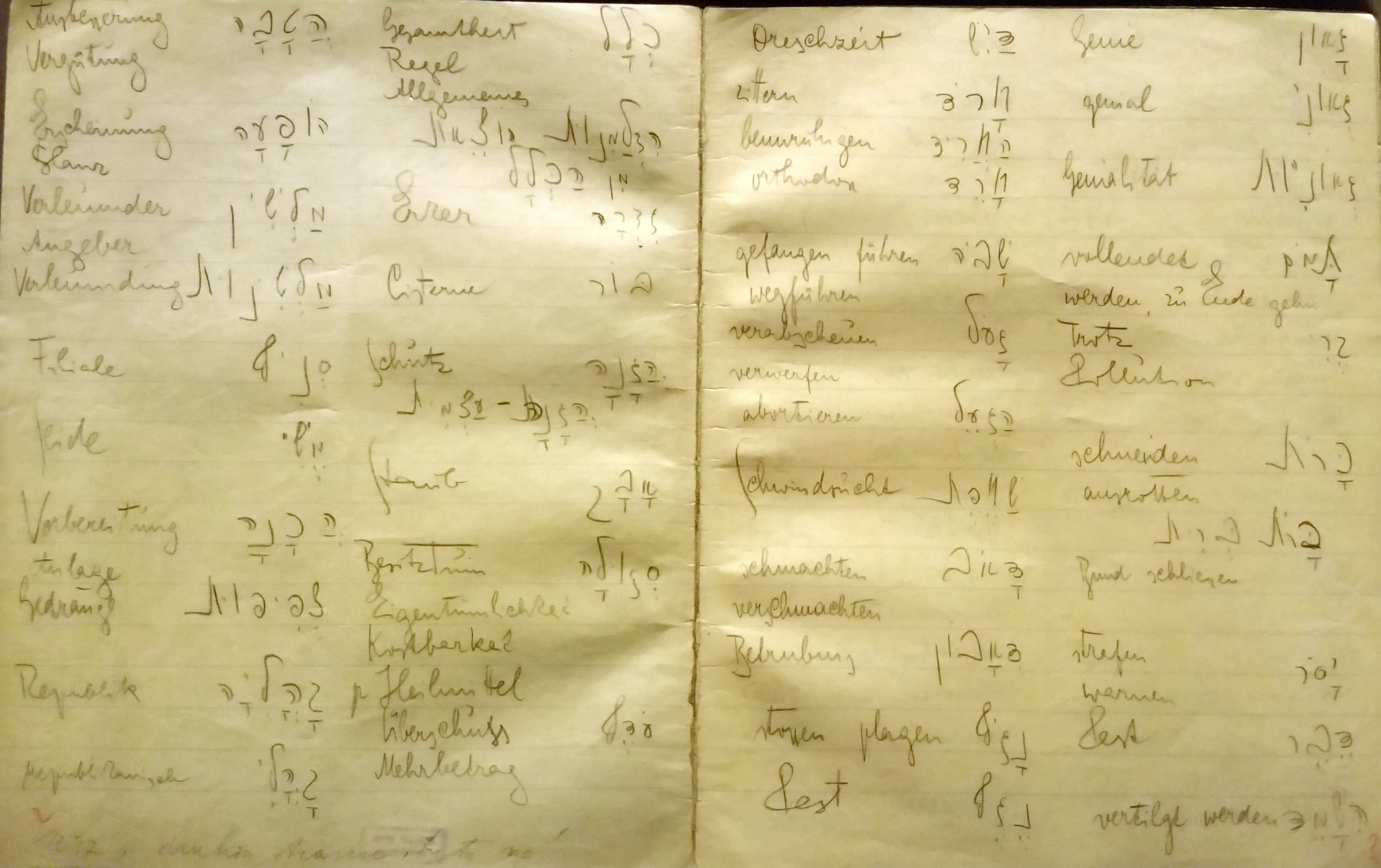
Pages manuscrites de Kafka avec des mots en hébreu et en allemand, 1922.

Kafka écrit en allemand, si ce n'est quelques lettres adressées à sa maîtresse Milena Jesenská rédigées en tchèque.

### Les éditions
Durant sa vie, Kafka n'a publié que quelques courts récits, ainsi que les nouvelles La Métamorphose (Die Verwandlung) et Le Verdict, donc une toute petite partie de son œuvre. Certains des textes publiés sont des fragments d'une œuvre plus longue qui demeure inachevée et inédite à sa mort comme Le Soutier, fragment de son premier roman L'Amérique, ou Devant la loi (Vor dem Gesetz), fragment de son second, Le Procès (Der Prozeß). Autre roman inachevé et demeuré inédit de son vivant, son troisième et dernier, Le Château (Das Schloß).

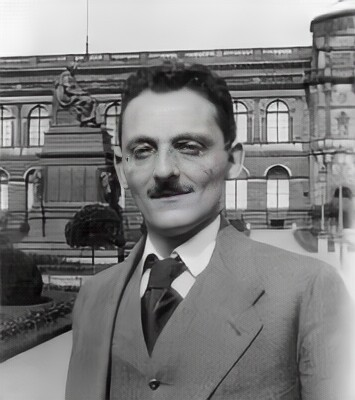
Max Brod au Zwinger de Dresde, 1914.

Avant sa mort, Kafka charge par écrit son ami et exécuteur testamentaire Max Brod de détruire tous ses manuscrits.

« Voici, mon bien cher Max, ma dernière prière : Tout ce qui peut se trouver dans ce que je laisse après moi (c'est-à-dire, dans ma bibliothèque, dans mon armoire, dans mon secrétaire, à la maison et au bureau ou en quelque endroit que ce soit), tout ce que je laisse en fait de carnets, de manuscrits, de lettres, personnelles ou non, etc. doit être brûlé sans restriction et sans être lu, et aussi tous les écrits ou notes que tu possèdes de moi ; d'autres en ont, tu les leur réclameras. S'il y a des lettres qu'on ne veuille pas te rendre, il faudra qu'on s'engage du moins à les brûler. À toi de tout cœur. »

— Franz Kafka
Cependant, Brod décide de ne pas respecter les dernières volontés de Kafka. Il connaît et apprécie l'œuvre de Kafka comme nul autre et avait en fait averti son ami à plusieurs reprises qu'il ferait de son mieux pour transmettre son œuvre à la postérité. Peu après, une discussion se déclenche au sujet de ce double sens supposé par Brod du « testament » de Kafka (rien d'autre qu'une courte missive). On ne saura jamais avec certitude si Kafka souhaitait réellement que toute son œuvre non publiée soit détruite. En revanche, c'est l'écrivain lui-même qui a détruit ou a fait brûler par son amie Dora divers manuscrits, parmi lesquels un grand nombre de récits et au moins une pièce de théâtre. Il aurait cependant pu brûler le reste, mais ne l'a pas fait.
En ce qui concerne les manuscrits de Kafka que Brod n'a pas eus en mains avant la guerre, la Gestapo se charge de satisfaire les dernières volontés de l'écrivain, début 1933, après la prise de pouvoir par Hitler, en saisissant environ vingt journaux et trente-cinq lettres dans l'appartement berlinois de Dora. Malgré les interventions actives de l'ambassade tchèque à Berlin, ces manuscrits ainsi que d'autres pièces qui tombèrent dans les mains des nazis ne furent pas retrouvés et sont considérés comme perdus à jamais.

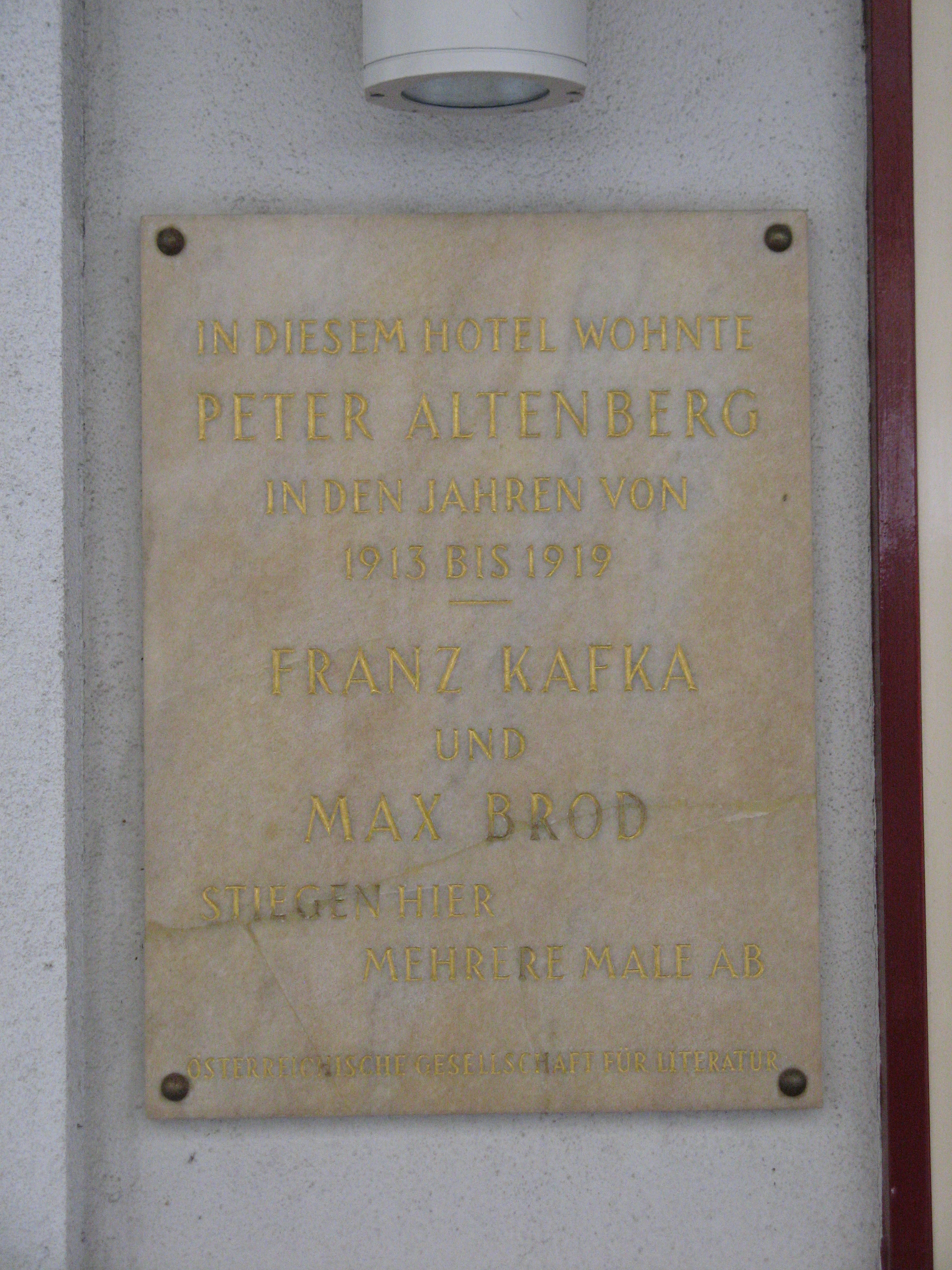
Plaque commémorative reliant Kafka à Brod à Vienne.

Brod, en contradiction avec les instructions de son ami, se charge de la publication posthume de la plus grande partie de son œuvre. Il publie les grands romans de Kafka dès les années 1920. Il ne peut collationner et publier le reste des œuvres, principalement les nombreux journaux et lettres, avant le début de la Seconde Guerre mondiale. La nuit où les nazis occupent Prague en mars 1939, Brod réussit à s'enfuir pour Tel Aviv, alors en Palestine mandataire, avec les manuscrits de Kafka qu'il possède. L'œuvre peut y être publiée progressivement.
Max Brod fait ainsi connaître cet auteur qui, de son vivant, n'avait pas attiré l'attention des critiques. Les éditions de Brod sont plutôt contestées, Kafka étant mort avant d'avoir pu préparer ses manuscrits pour la publication. Quelques-uns des textes sont inachevés, dont Le Château qui se termine en plein milieu d'une phrase, de même que Le Procès, dont les chapitres ne sont pas numérotés et qui est incomplet. Quant à son dernier roman, Le Château, dont le contenu est assez ambigu, il semble que Brod a pris des libertés pour adapter l'œuvre de Kafka à son goût : il déplace quelques chapitres, modifie des phrases et des mots et modifie la ponctuation dans certains passages. Les éditions par Brod de l'œuvre de Kafka ne sauraient être considérées comme des éditions définitives.

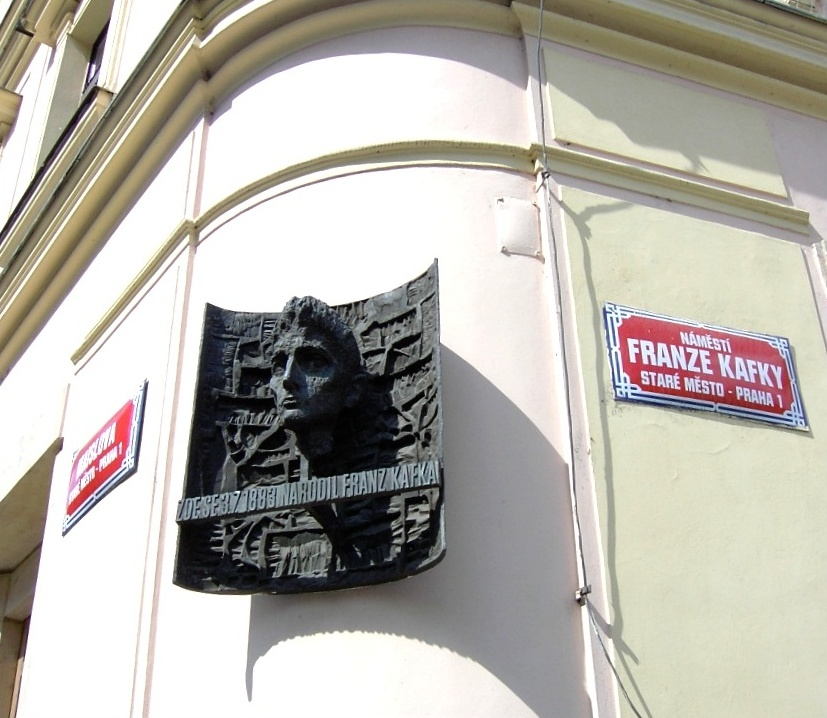
Un mémorial à Kafka, à l'emplacement de sa maison natale, place Franz-Kafka.

C'est l'écrivain Alexandre Vialatte qui révèle le génie de Kafka au public français. Après avoir découvert Le Château en 1926, il entreprend de traduire en français Le Procès, La Métamorphose ainsi que les Lettres à Milena. Il publie quelques articles importants sur l'écrivain pragois, réunis en volume sous le titre Mon Kafka. Ce sont ses traductions qui, avec celles de Claude David, font autorité dans l'édition de la Bibliothèque de la Pléiade publiée à partir de 1976. Depuis 2018, c'est Jean-Pierre Lefebvre, professeur de littérature allemande et traducteur germaniste qui traduit Kafka dans la nouvelle édition de la Pléiade.
L’œuvre complète de Kafka est pour la première fois éditée en France en 1962 par Claude Tchou, dans une édition établie et annotée par Marthe Robert. C’est en grande partie grâce à cette publication en langue française que Kafka est connu et traduit dans d’autres pays, en particulier de langues romanes.[réf. nécessaire]
Selon l'éditeur de l'édition en anglais du Château, Malcolm Pasley a réussi en 1961 à rassembler la plus grande partie des manuscrits de Kafka à la Bodleian Library de l'université d'Oxford. Le texte original du Procès est acheté plus tard en vente publique et se trouve maintenant conservé dans les archives de littérature allemande à Marbach. Pasley, après avoir rassemblé les manuscrits de Kafka, met sur pied une société (avec, entre autres, Gerhard Neumann, Jost Schillemeit et Jürgen Born) chargée de rétablir les romans dans leur état original. Les éditions S. Fischer Verlag publient les romans reconstruits. Pasley est le rédacteur final de Das Schloß (Le Château) de 1982 et Der Prozeß (Le Procès) de 1990. Jost Schillemeit est le rédacteur final de Der Verschollene (le titre de Kafka, Max Brod l'appela Amerika) de 1983,.

### Thématiques
Après la mort de Kafka, son œuvre est analysée, critiquée, louée. Kafka est désormais considéré comme un écrivain majeur d'avant-garde.

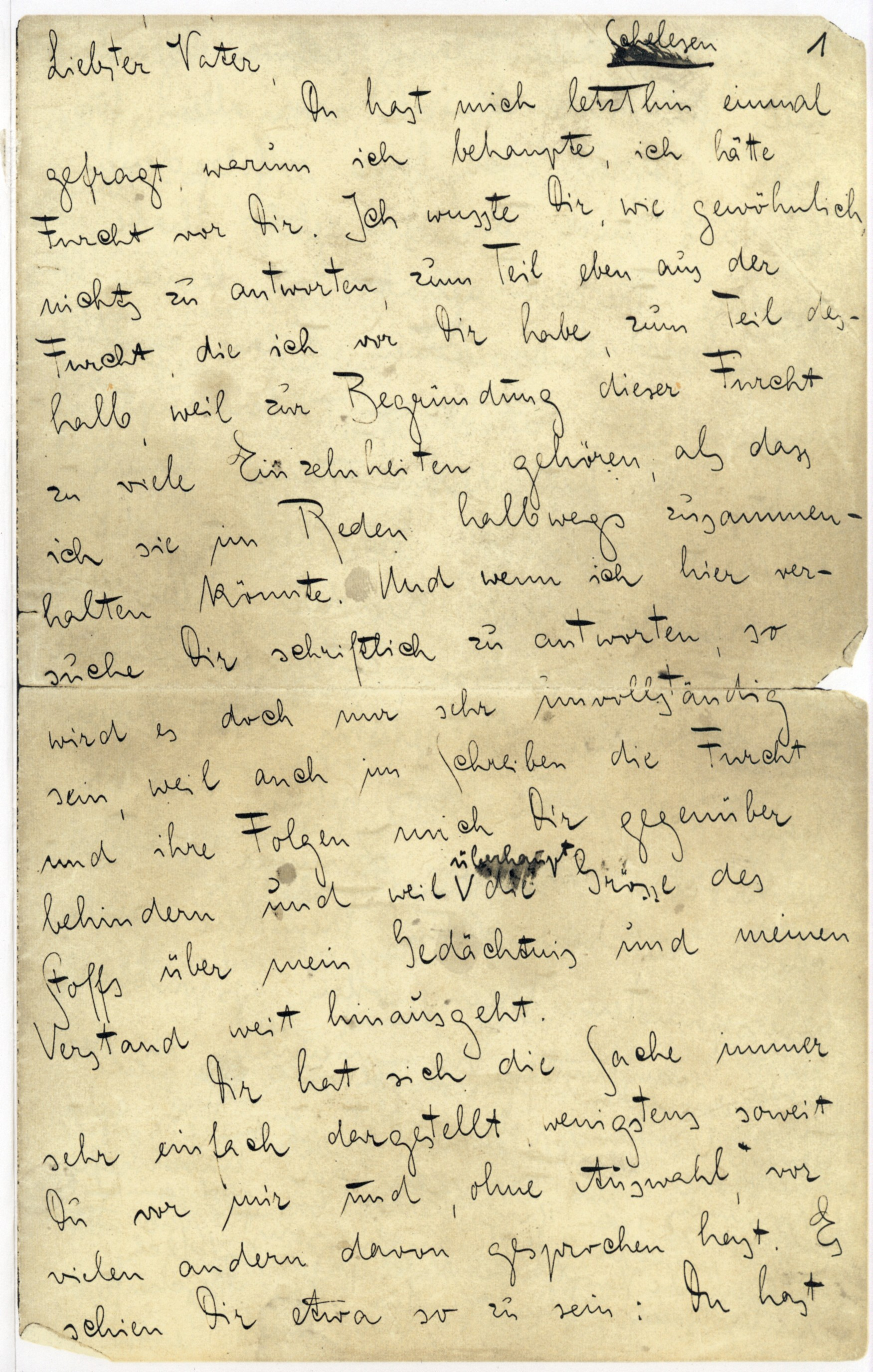
Lettre de Franz Kafka à son père.

Ses écrits reflètent les sentiments de la société du début du XXe siècle. Ses personnages évoluent dans un monde où les rapports et les relations qui les régissent leur sont incompréhensibles, où ils sont livrés, impuissants, à des forces inconnues, comme dans un cauchemar. La vie est un mystère irrésolu, un labyrinthe dont on ne connaît pas la sortie et ce qui nous y attend. Kafka étudie la psychologie de ses personnages face à des situations extraordinaires, dont ils ne connaissent pas les tenants et les aboutissants, et leur relation avec leur entourage.
Kafka aborde les thèmes de la solitude, des rêves, des peurs et des complexes. Le personnage est perdu, déboussolé, il ne saisit pas tout ce qui l'entoure, le lecteur est dans la même situation. L'atmosphère particulière des romans et nouvelles de Kafka a donné naissance à un adjectif — en allemand kafkaesk, traduit par kafkaïen en français — qui est même devenu une référence, et qui renvoie à quelque chose d'absurde et d'illogique, de confus et d'incompréhensible.
Mais, de l’ensemble de l’œuvre, il ressort aussi une réflexion à la fois critique et éclairante sur la famille, la société et la lutte que l’individu mène contre lui-même s’il veut y trouver sa place.
Bien qu'il soit juif, Kafka accorde peu de place — voire aucune — dans son œuvre au sionisme, alors même que ce courant politique est très présent chez ses coreligionnaires d'Europe centrale au début du XXe siècle. Quelques jours après son décès, l'écrivain Felix Weltsch, qu'il a côtoyé de son vivant, écrit dans le Selbstwehr Jüdisches Volksblatt que « Kafka était sioniste » depuis longtemps, même s'il ne l'a pas exprimé publiquement.

### Interprétation critique littéraire

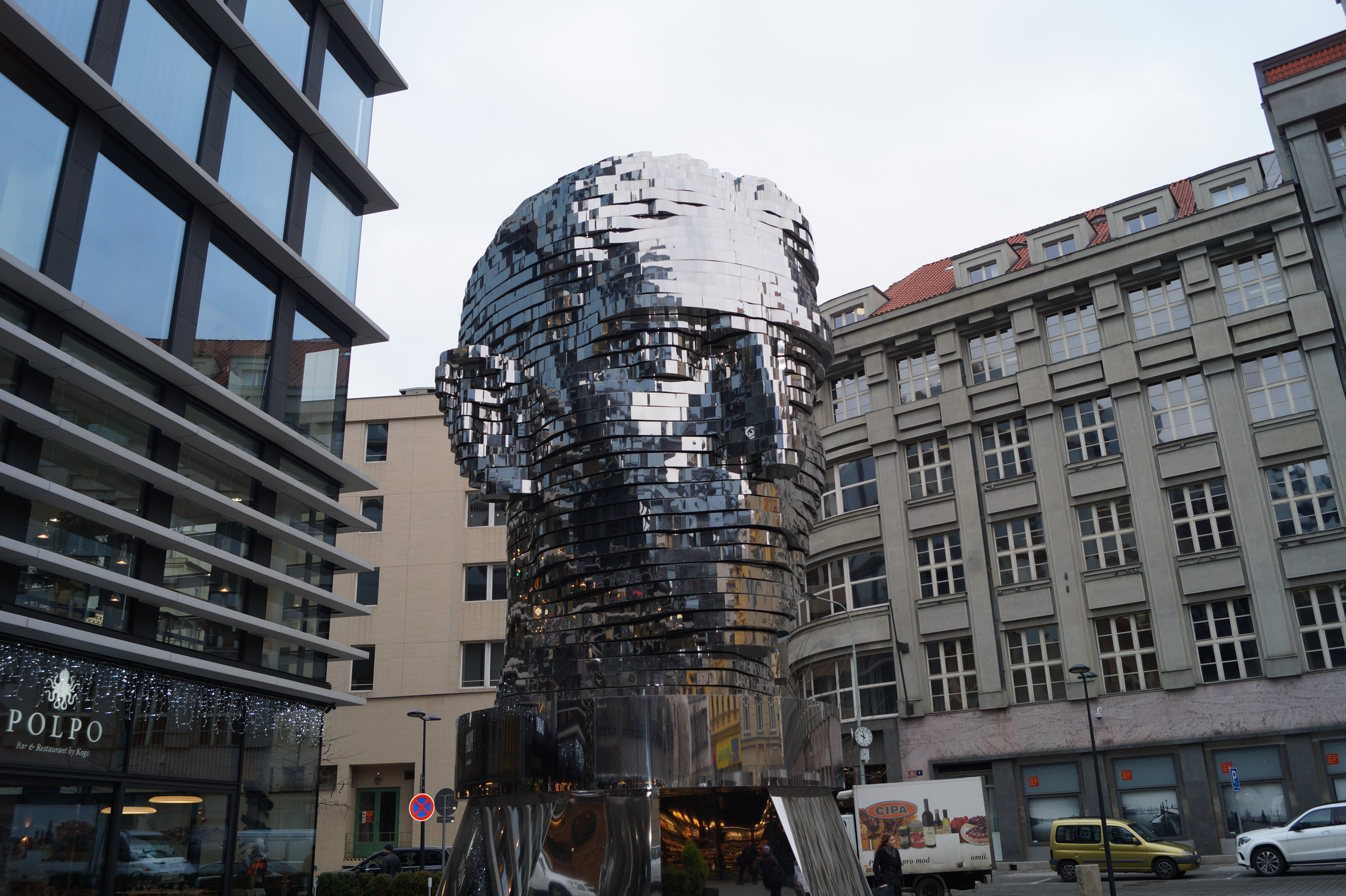
Buste de l'écrivain pragois de langue allemande, œuvre de 2014 de David Černý, composée de 42 plaques mobiles reliées à un système de rotation, et située au-dessus de la station de métro Národní třída à Prague (République tchèque).

Les critiques ont essayé de placer l'œuvre de Kafka dans divers courants littéraires tels que le modernisme et le réalisme magique. Le manque d'espoir et l'absurdité, que l'on retrouve dans toute son œuvre, sont des traits typiques de ce qui sera repris plus tard par l'existentialisme, de même que le thème de la responsabilité de l'individu. Quelques critiques pensent trouver dans son œuvre une influence du marxisme, surtout dans ses prises de position critiques vis-à-vis de la bureaucratie. D'autres encore, comme Michael Löwy, voient (au contraire) dans cette position anti-bureaucratique et sur la responsabilité que l'individu doit reprendre, face à la culpabilité de classes hostiles à ses libertés, l'influence de telle tendance individualiste ou anarchiste, originale et difficile à cerner. Il est d'autre part fait appel au judaïsme et, autour de la figure paternelle et autoritaire, ainsi que d'une notion d'héritage, il est de même fait appel à l'influence de Freud. Thomas Mann et Max Brod voyaient cependant dans l'œuvre de Kafka une recherche métaphysique et ambivalente de Dieu.

Dans Le Procès, on retrouve explicitement le thème de la faute. La faute chez Kafka ne doit cependant pas être comprise dans l'acception commune. Lorsque les gardiens du personnage principal, Joseph K, disent que « les autorités sont attirées par la faute, telle qu'elle se retrouve dans la loi », la faute doit plutôt être comprise dans le sens juif, c'est-à-dire dans l'imperfection matérielle de l'humain. Le fait que les personnages de Kafka sont continuellement dérangés dans leur « vie habituelle » est lié à cela ; la faute de l'homme a pour but de le faire bouger, de le pousser à être activement à la recherche du sens de son existence. « La loi que tous recherchent » de la parabole de la Loi dans Le Procès représente, en revanche, vraisemblablement, la perfection dont l'homme qui la cherche peut voir un reflet : 

« mais maintenant il voit bien un reflet dans le noir, qui transparaît inextinguible par la porte de la loi. »

Les thèmes de l'aliénation et de la persécution sont fondamentaux dans l'œuvre de Kafka, de façon si intense qu'un mouvement d'opposition en est né. Beaucoup de critiques[Qui ?] pensent que l'œuvre de Kafka n'est pas seulement le produit d'un écrivain tourmenté et solitaire, mais aussi, en cohérence, réfléchi et rebelle, et qu'elle ne peut être ramenée à des sortes de complexes psychologiques de l'auteur. Cependant, la Lettre au père (qu'il n'envoya jamais) est considérée par certains[Qui ?] comme la clef de ses œuvres ; le complexe relatif au père y est clairement exprimé.
La critique a aussi remarqué que son œuvre témoignait d’une grande attention aux personnages secondaires ; dans une page de son Journal, Kafka prétendait d’ailleurs s’identifier à eux.

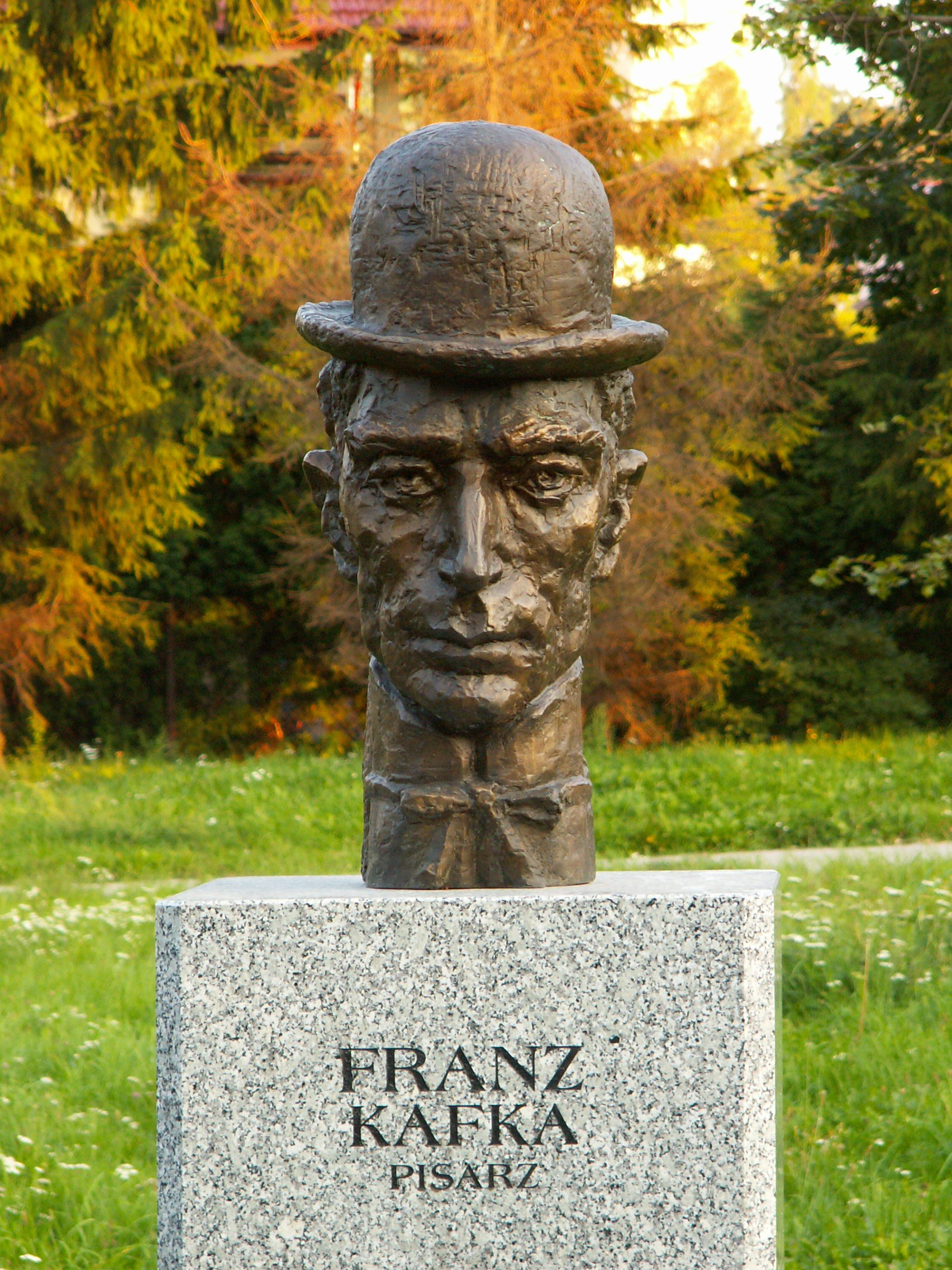
Buste de Franz Kafka à Kielce (Pologne).

Actuellement, on met plus l'accent sur le fait que Kafka et ses amis, ainsi qu'on peut le voir dans les notes de ces derniers, riaient à la lecture de ses histoires absurdes. Simon Vestdijk décrit comment l'auteur et Marsman se tordaient de rire à la lecture du premier chapitre du Procès. On dit aussi que l'écrivain riait à gorge déployée quand il lisait ce chapitre à ses amis. À travers tout le tragique transparaît beaucoup d'humour juif, un esprit assez mordant et d'une noirceur désespérée, que l'on retrouve aussi dans les histoires du rabbin Baal Shem Tov, telles qu'elles ont été rassemblées par Martin Buber, des récits que Kafka aimait lire. D'aucuns pensent que Kafka ne s'est jamais rendu compte à quel point ses histoires étaient une sorte de prévision de la réalité et à quel point cette force d'actualité fait plutôt que nous ne pourrions (selon eux) plus en rire.
Dans les Discussions avec Kafka, de Gustav Janouch (de), apparaît l'image d'un homme qui était terriblement conscient des suites possibles de chaque mot et qui était donc très prudent et très précis dans leur usage. Ce faisant, les signes avant-coureurs du futur proche ne lui sont pas étrangers ; dans ce livre, Kafka prédit la destruction de l'Allemagne, près de vingt années avant la Seconde Guerre mondiale.

### Influence

#### Littérature
Dans la littérature néerlandaise de l'après-guerre, c'est le cas, entre autres, Ferdinand Bordewijk, Willem Brakman ou Willem Frederik Hermans.
Milan Kundera cite l'humour [dans "Les testaments trahis"] de Kafka[Où ?] comme la source d'inspiration principale d'écrivains et de réalisateurs tels que Federico Fellini, Gabriel García Márquez, Carlos Fuentes ou Salman Rushdie — García Márquez dit qu'à la lecture de La Métamorphose, il a réalisé « qu'il était possible d'écrire d'une autre façon. »
Guliano da Empoli dans son ouvrage l'« Heure de prédateurs » fait des parallèles saisissants entre les évolutions rapides et dramatiques du monde actuel et les récits de Kafka « Le Procès » et surtout « Le Château ». L'écrasante superiorité des algorithmes de l'Intelligence artificielle est en train de prendre le pouvoir sur le jugement des politiques et des grands managers : 

« Le Château n'est, pour l'instant, qu'une hypothèse pour les classes aisées, alors qu'il est déjà une réalité pour ceux qui se trouvent en bas de l'échelle. Les livreurs, par exemple, n'ont plus aucun contacts avec un être humain dans le déroulement de leur travail »

.

#### Arts visuels
Au début des années 1950, alors qu'il est capitaine de navire dans la marine marchande, Flavio Costantini réalise ses premiers dessins, en noir et blanc, inspirés de la lecture de Franz Kafka.

## Œuvres

### Œuvres publiées de son vivant

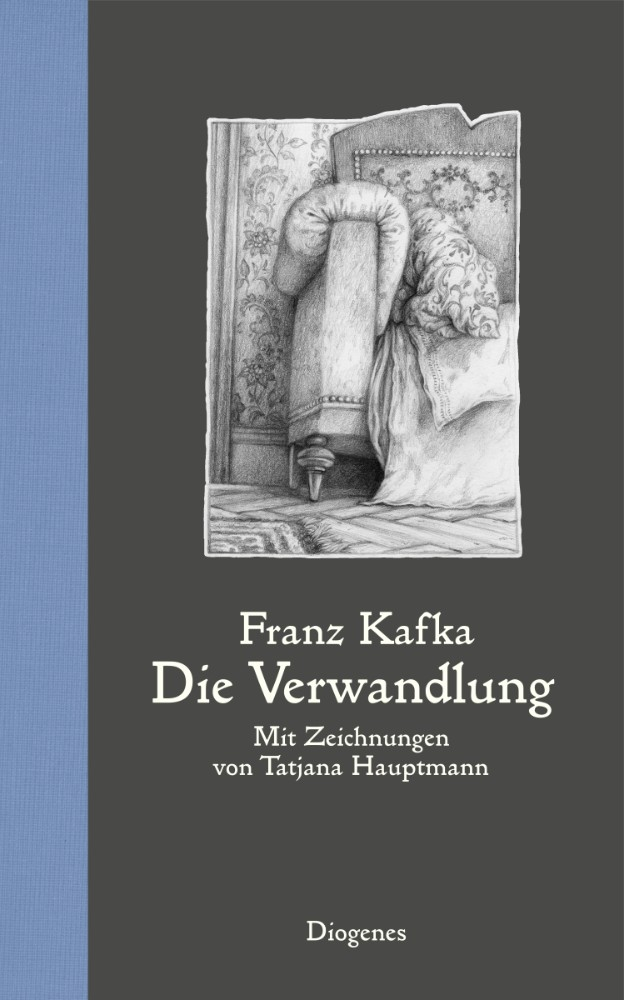
Die Verwandlung (La Métamorphose), illustration de Tatjana Hauptmann.

- 1909 : Un Bréviaire de dames (Ein Damenbrevier) Critique par Kafka du recueil de nouvelles de Franz Blei, Die Puderquaste.
- 1909 : Conversation avec le priant (Gespräch mit dem Beter)[47].
- 1909 : Conversation avec les ivrognes (Gespräch mit dem Betrunkenen)[47].
- 1909 : L'Aéroplane à Brescia (Die Aeroplane in Brescia (de)), article de Kafka dans le journal Bohemia.
- 1911 : Richard et Samuel (Richard und Samuel) paru juin 1912, Prag, Max Brod, inachevé.
- 1912 : Grand bruit (Grosser Lärm), esquisse autobiographique en prose, paru en octobre 1912.
- 1912 : Regard (Betrachtung), daté de 1913 mais paru fin 1912, Leipzig, Ernst Rowohlt, 99 p. (réédité en 1915).
- 1913 : Le Verdict (Das Urteil), Leipzig, Kurt Wolff, 29 p. (réédité en 1916 et 1920).
- 1913 : Le Soutier (Der Heizer (de) Ein Fragment), Leipzig, Kurt Wolff, 47 p. (rééd. en 1916 et 1917-1918).
- 1915 : La Métamorphose (Die Verwandlung), Kurt Wolff, 73 p. (réédité en 1915 et 1918).
- 1919 : La Colonie pénitentiaire (In der Strafkolonie), Kurt Wolff, 71 p.
- 1920 : Un médecin de campagne (Ein Landarzt. Kleine Erzählungen), Kurt Wolff, 189 p. (avec Le Nouvel Avocat, Dans la galerie, Une vieille feuille, Devant la Loi, Chacals et Arabes, Une visite à la mine, Le Prochain Village, Un message impérial, Le Souci du père de famille, Onze Fils, Un fratricide, Un rêve et Un Rapport pour une académie).
- 1922 : Un artiste de la faim (avec Première Souffrance, Une petite femme et Joséphine la cantatrice, ou le peuple des souris[48]).

### Œuvres publiées à titre posthume
- 1925 : Le Procès (Der Prozeß).
- 1926 : Le Château (Das Schloß).
- 1927 : L'Amérique (Amerika)[N 8].
- 1931 : Le Terrier (Der Bau).
- 1937 : Journal intime[N 9].
- 1945 : Paraboles[N 10].
- 1944 : La Muraille de Chine (neuf textes), trad. Jean Carrive, Paris, Seghers.
- 1952 : Lettre au père.
- 1957 : Préparatifs de noce à la campagne, trad. Marthe Robert, Gallimard-NRF, coll. « Du monde entier ». Avec notamment : La Lettre au Père, Le Discours sur la langue yiddish, une esquisse de Richard et Samuel.
- 2008 : Lettre à Max Brod, trad. Pierre Deshusses, Rivages.
- 2009 : Cahiers in-octavo (1916-1918), trad. Pierre Deshusses, Rivages.
- 2010 : Les Aphorismes de Zürau.
- 2022 : Journaux et lettres (1897-1924), Gallimard, La Pléiade, deux tomes.
- 2023 : Les Fils (Die Söhne, Fischer 1989), Allia. Comprend Le Verdict, Le Mécano et La Métamorphose. C'est sous cette forme que Kafka aurait souhaité les éditer[49].

#### Correspondance
- Correspondance (1902-1924), trad. de l'allemand et préfacé par Marthe Robert, Paris, Gallimard, 1965.
- Comment ne pas éduquer les enfants. Lettres sur la famille et autres monstruosités, Paris, éd. L'Orma, 2020.

### Prose
- Description d'un combat (fragment de manuscrit, 1904).
- Recueillement (1908-1912, éd. du livre 1913, 1915).
- Le jugement (1908-1912, éd. du livre 1912, 1915).
- Le chauffeur (1912, éd. du livre 1913, 1916, 1918).
- La métamorphose (1912, éd. du journal 1915, éd. du livre 1916, 1918).
- Le Procès (1914-1915, éd. livre 1925, éd. critique en 2 vol. 1983).
- Lettre au père (Manuscrit. 1919, éd. 1952).
- Écrits et fragments de la succession I. (éd. cris. en 2 vol. 1992).
- Écrits et fragments de la succession II. (éd. critique en 2 vol. 1993).
- Œuvres imprimées du vivant de l'auteur (éd. critique en vol. 1996).

### Fragments de romans
- Le Procès (Der Prozess, 1925, écrit en 1914-1915).
- Le Château (Das Schloß, 1926, écrit en 1922).
- Amérique sous le titre Le Disparu ("Amerika", under dem Titel "der Verschollene", 1927, paru en 1913).
- Publication des Gesammelte Schriften (7 volumes, 1935-1937, avec biographie de M. Brod).

## Adaptations et transpositions

### Au cinéma
- 1962 : Le Procès (The Trial), mise en scène du roman par Orson Welles[N 11], avec Anthony Perkins.
- 1969 : Le Château, film de Rudolf Noelte avec Maximilian Schell et Cordula Trantow.
- 1984 : Amerika-Rapports de classe (Klassenverhältnisse), de Jean-Marie Straub et Danièle Huillet.
- 1991 : Kafka, réalisé par Steven Soderbergh. Jeremy Irons joue le rôle de l'écrivain dans un film qui mêle la vie et l'œuvre de Kafka en un ensemble semi-biographique. Kafka y enquête sur la disparition de l'un de ses collègues, et de cette manière devient un acteur même de ses propres romans, à savoir Le Procès et Le Château.
- 1993 : Franz Kafka's It's a Wonderful Life, court métrage réalisé par Peter Capaldi avec Richard E. Grant dans le rôle de Kafka. Primé par l'Academy Award et oscarisé, le film mêle La Métamorphose avec It's a Wonderful Life de Frank Capra.
- 1993 : The Metamorphosis of Franz Kafka[50], court métrage de Carlos Atanes.
- 1993 : The Trial[51], réalisé par David Hugh Jones d'après un scénario d'Harold Pinter, avec Kyle MacLachlan dans le rôle de Josef K. et Anthony Hopkins dans une représentation caméo en tant que prêtre. Le film suit de manière très stricte l'original.
- 1994 : Zamok (Le Château) film russe réalisé par Aleksei Balabanov.
- 2004 : Menschenkörper[52], court métrage de Tobias Frühmorgen. Interprétation libre et moderne du récit Un médecin de campagne.
- 2006 : Un voyage en Italie, court métrage de Christophe Clavert. Adaptation d'un fragment narratif du Journal de Kafka.
- 2016 : Artist of Fasting (Danjiki geinin)[53], réalisé par Masao Adachi d'après Un artiste de la faim.
- 2025 : La Porte de la Loi (The Door of Law)[54], court-métrage de Alain Deneuville d'après Devant la loi.

### A la télévision
- 1982 : Une villa aux environs de New York, téléfilm français de Benoît Jacquot avec Anne-Laure Meury et Nicolas Baby.
- 1983 : La Métamorphose, téléfilm français de Jean-Daniel Verhaeghe.
- 1984 : Le Château, téléfilm français de Jean Kerchbron, avec Daniel Mesguich dans le rôle de Joseph K.
- 1997 : Le Château (Das Schloß), téléfilm réalisé par Michael Haneke avec Ulrich Mühe et Susanne Lothar.

### Au théâtre et à l'opéra
- 1983 : Lettre à son père, avec Franco di Francescantonio, mise en scène de Massimo Masina.[réf. nécessaire]
- 1986 : Dick Kafka d'Alan Bennett. Sydney et sa femme Linda sont visités par des fantômes de Kafka et Max Brod.
- 1996 : L'Île du salut d'après La Colonie pénitentiaire, mise en scène de Matthias Langhoff, Théâtre national de Bretagne, Théâtre de la Ville.
- 1999 : Les Veilleurs, spectacle de danse adapté de Kafka par Josef Nadja[55], Paris.
- 2000 : In the Penal Colony de Philip Glass, opéra de chambre pour voix et quintette à cordes, d'après La Colonie pénitentiaire.
- 2004-2008 : Lettre à son père, monologue interprété et mis en scène par Gabriele Linaire, Labit Company, Rome, Bolzano.
- 2005 : Metamorfosis, d'après La Métamorphose, La Fura dels Baus, Catalogne, Espagne.

### Dans la littérature
- Serge Chamchinov, Clef graphique pour le Château de K., livre d'artiste, 1989, 2006, 2009.
- Nicole Krauss, Forêt obscure (roman), 2017. Le roman développe en parallèle une quête des origines et une intrigue à propos de Kafka.

### En bande dessinée
- David Zane Mairowitz et Robert Crumb, Kafka (traduit de l’américain par Jean-Pierre Mercier), Titre original : Kafka for Beginners, Actes Sud, 2006, coll. « Actes Sud BD »  (ISBN 2-7427-6573-5).
- Réal Godbout, L'Amérique, ou le disparu, d'après le roman éponyme, éd. de La Pastèque, 2013[56], 184 p.  (ISBN 978-2-923841-35-9).
- Éric Corbeyran et Horne Perreard La Métamorphose de Franz Kafka, éditions Delcourt, coll. « Ex Libris », 2009  (ISBN 978-2-7560-1330-5).
- Daniel Casanave et Robert Cara, L’Amérique, Six pieds sous terre, 2008 ; nouvelle éd. 2023.

### Livres audio
- Daniel Mesguich lit Franz Kafka : La Métamorphose, version longue, Gallimard Audio, 2014  (ISBN 9782072307621).
- Patrick Blandin lit Franz Kafka : La Colonie pénitentiaire, version longue, SAGA Egmont, 2014  (ISBN 9782821104891).
- Franz Kafka lit Franz Kafka : Lettre au père, version longue, Frémeaux & Associés, 2020  (EAN 3561302880419).
- Robin Renucci lit Franz Kafka : Lettres à Milena, version longue, Gallimard Audio, 2020  (ISBN 9782072284458).

### Jeu vidéo
- The Franz Kafka Videogame.